# Trichomonas vaginalis
O Trichomonas vaginalis é um parasita eucariota flagelado anaeróbio facultativo com cerca de quinze micrômetros. Tem quatro flagelos desiguais e uma membrana ondulante que lhe dá mobilidade, e uma protuberância em estilete denominada axostilo --- uma estrutura rígida, formada por microtúbulos, que se projeta através do seu centro até sua extremidade posterior. Não possui mitocôndrias, mas apresenta grânulos densos (hidrogenossomos) que podem ser vistos à microscopia óptica. Essas estruturas são portadoras da enzima piruvato ferredoxina oxirredutase, a qual transforma piruvato em acetato por oxidação fermentativa, liberando energia na forma de ATP.
O T. vaginalis é o agente causador da tricomoníase. Dentre as infecções sexualmente transmissíveis curáveis, a infecção por T. vaginalis é considerada a mais prevalente. Existe em apenas uma única forma (trofozoíto), que é simultaneamente infecciosa e ativa. Contudo formas arredondadas com flagelos internalizados muito semelhantes a cistos, porém sem apresentar parede cística são comumente encontradas. Estas formas são conhecidas como pseudocistos. Ao contrário do que se imaginava os pseudocistos não são formas degenerativas, mas sim formas funcionais e metabolicamente ativas. Reproduz-se por pleuromitose fechada com fuso extranuclear.
Cresce em pH entre 5,0 e 7,5 a temperaturas variando de 20 a 40 °C. Utiliza a glicose, a maltose e a galactose como fontes de energia. Mantém o glicogênio como forma de armazenamento de energia. Em condições adversas, pode utilizar também os aminoácidos, especialmente a arginina, treonina e leucina, como fontes energéticas.

## História
T.vaginalis foi descrita por Donné em 1836, isolando-a de uma mulher com vaginite. Em 1894, Marchand e Miura, em 1896 Dock, observaram o flagelado na uretrite de um homem.

## Fisiopatologia
Muitas mulheres que são infectadas pelo T. vaginalis usualmente desenvolvem poucos sintomas. Quando os sintomas surgem, caracterizam-se principalmente como corrimento abundante juntamente com um prurido (coceira) vaginal. Em outros casos, a mulher pode apresentar um corrimento fluido com pouca cor e ainda um certo desconforto na micção. Em cerca de 20 a 50% das mulheres, a infecção é assintomática; no restante dos casos, a infecção pode ter repercussões variadas de leve a graves. A maioria dos homens não apresenta sintomas, e esses, quando existem, consistem em uma irritação na extremidade do pênis ou da uretra. É incomum, mas possível, o comprometimento mais extenso no sexo masculino.

## Transmissão
A via de transmissão principal é o contato sexual (de pessoa para pessoa). Em condições especiais são possíveis outras formas de transmissão..
Podem também ser transmitidos através de roupas íntimas.

## Prevenção
Preservativo durante o ato sexual, e também medidas gerais como o uso individual de roupas íntimas, tratamento de indivíduos portadores, esterilização dos aparelhos ginecológicos, higiene em relação aos sanitários públicos, etc.